# Fantasy medievale
Il fantasy medievale è un filone del più ampio universo fantasy, nel quale le storie sono ambientate in un mondo immaginario medievaleggiante in cui sono presenti elementi tipici di quell'epoca storica quali castelli, re, regine e cavalieri. Una delle caratteristiche del fantasy medievale è che molto spesso tende al dark fantasy, in quanto ambientato in un universo buio dominato da guerra e distruzione.
In questo genere i protagonisti sono cavalieri-eroi, ma anche re, regine e principesse. Possono essere presenti creature soprannaturali quali elfi e nani, ma anche creature inventate dall'autore come i Raz'ac creati da Christopher Paolini o gli Estranei creati da George R.R. Martin.